# Eddie Gill
Eddie Gill (Aurora, Colorado, 16 de agosto de 1978), es un exjugador de baloncesto estadounidense que disputó siete temporadas en la NBA, además de jugar en diferentes equipos de todo el mundo. Con 1,80 de estatura, jugaba en la posición de base.

## Trayectoria deportiva

### Profesional
Gill no fue elegido en el Draft de la NBA de 2000 después de su carrera universitaria en la Universidad de Weber State, comenzando a jugar con los New Jersey Nets. Asimismo ha jugado para los Memphis Grizzlies, Portland Trail Blazers e Indiana Pacers. Promedia 3.8 puntos por partido. En 2006 formó parte de la plantilla del MBC Dinamo Moscú, de la liga rusa  Una vez comenzada la temporada 2007-08, firmó con los New Jersey Nets, para cubrir la baja por lesión del base Darrell Armstrong. En marzo de 2008 firmó un contrato de 10 días con Seattle SuperSonics.
El 15 de abril de 2001, jugando para los Nets y ante Boston Celtics, anotó el punto 8.000.000 en la historia de la NBA.
[actualizar]

## Estadísticas de su carrera en la NBA

### Temporada regular
| Año     | Equipo     | PJ  | PT | MPP  | %TC  | %3P  | %TL   | RPP | APP | ROB | TPP | PPP |
| ------- | ---------- | --- | -- | ---- | ---- | ---- | ----- | --- | --- | --- | --- | --- |
| 2000-01 | New Jersey | 8   | 0  | 19.0 | .390 | .333 | .800  | 1.1 | 3.0 | 0.5 | 0.1 | 4.9 |
| 2001-02 | Memphis    | 23  | 5  | 16.7 | .424 | .318 | .795  | 1.2 | 2.1 | 0.5 | 0.1 | 5.0 |
| 2003-04 | Portland   | 22  | 0  | 7.1  | .417 | .375 | .850  | 0.8 | 0.7 | 0.4 | 0.0 | 2.3 |
| 2004-05 | Indiana    | 73  | 3  | 14.0 | .335 | .308 | .877  | 1.5 | 1.1 | 0.8 | 0.1 | 3.7 |
| 2005-06 | Indiana    | 41  | 0  | 3.0  | .222 | .304 | .783  | 0.4 | 0.3 | 0.3 | 0.0 | 1.1 |
| 2007-08 | New Jersey | 13  | 1  | 11.5 | .414 | .357 | 1.000 | 1.7 | 1.6 | 0.5 | 0.2 | 2.9 |
| 2007-08 | Seattle    | 1   | 0  | 5.0  | .000 | .000 | –     | 0.0 | 1.0 | 0.0 | 0.0 | 0.0 |
| 2008-09 | Milwaukee  | 6   | 0  | 7.2  | .667 | .667 | –     | 0.7 | 1.8 | 0.5 | 0.2 | 2.3 |
| Total   | Total      | 187 | 9  | 10.9 | .361 | .320 | .847  | 1.1 | 1.2 | 0.6 | 0.1 | 3.1 |

### Playoffs
| Año   | Equipo  | PJ | PT | MPP | %TC  | %3P  | %TL  | RPP | APP | ROB | TPP | PPP |
| ----- | ------- | -- | -- | --- | ---- | ---- | ---- | --- | --- | --- | --- | --- |
| 2005  | Indiana | 7  | 0  | 6.4 | .313 | .167 | .876 | 0.6 | 0.7 | 0.1 | 0.0 | 3.4 |
| 2006  | Indiana | 2  | 0  | 0.5 | –    | –    | –    | 0.0 | 0.0 | 0.0 | 0.0 | 0.0 |
| Total | Total   | 9  | 0  | 5.1 | .313 | .167 | .867 | 0.4 | 0.6 | 0.1 | 0.0 | 2.7 |